# Małopolskie Towarzystwo Rolnicze
Małopolskie Towarzystwo Rolnicze (MTR) – organizacja utworzona w 1919 w Krakowie, skupiająca organizacje rolnicze (głównie kółka rolnicze) działające na ziemiach byłego zaboru austriackiego. Powstało z połączenia Towarzystwa Rolniczego Krakowskiego  i Towarzystwa Kółek Rolniczych we Lwowie.
Zasadniczym celem MTR było podnoszenie oświaty rolniczej, doskonalenie rolnictwa oraz wiejskiego przemysłu i handlu, zaspokajanie potrzeb gospodarczych i obrona interesów swoich członków. Prowadzone były prace instruktażowe, mające na celu poprawę struktury rolnej, wydajności i jakości produkcji rolnej i hodowlanej, organizowano pokazy, wystawy oraz propagowano idee spółdzielczości. Początkowo Małopolskie Towarzystwo Rolnicze znajdowało się pod wpływem ziemiaństwa, w latach 1921-1927 pod wpływem PSL „Piast” (prezesem został Wincenty Witos), następnie przeważali zwolennicy sanacji, którzy w 1929 r. przyłączyli do MTR ziemiańskie Towarzystwa Gospodarskiego Małopolski Wschodniej z siedzibą we Lwowie.
MTR od 1928 r. dzieliło się na dwa autonomiczne oddziały, które w 1937 r. przekształciły się w niezależne organizacje: 
- Oddział Krakowski (obejmujący województwo krakowskie) – od 1937 Krakowskie Towarzystwo Rolnicze (KTR)
- Oddział Lwowski (województwa: lwowskie, stanisławowskie, tarnopolskie) – od 1937 Lwowskie Towarzystwo Rolnicze (LTR)

W skład Oddziału Krakowskiego wchodził autonomiczny Związek KGW przy MTR w Krakowie, natomiast Oddział Lwowski współpracował z niezależnym Związkiem KGW Ziem Południowo-Wschodnich.